# Kafr Szalaja
Kafr Szalaja (arab. كفر شلايا) – miejscowość w Syrii, w muhafazie Idlib. W 2004 roku liczyła 1459 mieszkańców.